# Droguetia leptostachys
Droguetia leptostachys là loài thực vật có hoa trong họ Tầm ma. Loài này được (Pers.) Wedd. mô tả khoa học đầu tiên năm 1869.